# Bethoncourt
Bethoncourt is een gemeente in het Franse departement Doubs (regio Bourgogne-Franche-Comté). De gemeente telde 5.288 inwoners op 1 januari 2022. De plaats maakt deel uit van het arrondissement Montbéliard. De gemeente maakt deel uit van het stedelijk gebied rond Montbéliard.

## Geschiedenis
De plaats ontstond op de linkeroever van de Lizaine. Bethoncourt hing eerst af van de hertog van Elzas maar werd in 1274 verkocht aan de graaf van Montbéliard. Zoals in de rest van het land van Montbéliard vond het protestantisme er ingang in de eerste helft van de 16e eeuw. Toen ontstonden er ook ijzermijnen al bleef de landbouw ook belangrijk. Tijdens de 16e en de 17e eeuw werd de plaats regelmatig slachtoffer van oorlogsgeweld: in 1587-1588 tijdens de Hugenotenoorlogen en in 1633 en in 1635 tijdens de Dertigjarige Oorlog. In 1793 werd de plaats samen met Montbéliard aangehecht bij Frankrijk.
Tussen 15 en 17 januari 1871 tijdens de Frans-Duitse Oorlog werd de Slag bij de Lizaine uitgevochten op het grondgebied van de gemeente.
Met de industrialisatie kwamen er nieuwe wijken: Les Cités du Parc en Les Cités Nouvelles voor textielarbeiders en Champvallon vanaf 1957 voor arbeiders in de Peugeotfabriek. Vanaf de jaren 80 met de achteruitgang van de industrie was er een terugval in de bevolking en werden er woonblokken afgebroken.

## Geografie
De oppervlakte van Bethoncourt bedroeg op 1 januari 2022 6,54 vierkante kilometer; de bevolkingsdichtheid was toen 808,6 inwoners per km². De Lizaine stroomt door de gemeente.
De onderstaande kaart toont de ligging van Bethoncourt met de belangrijkste infrastructuur en aangrenzende gemeenten.

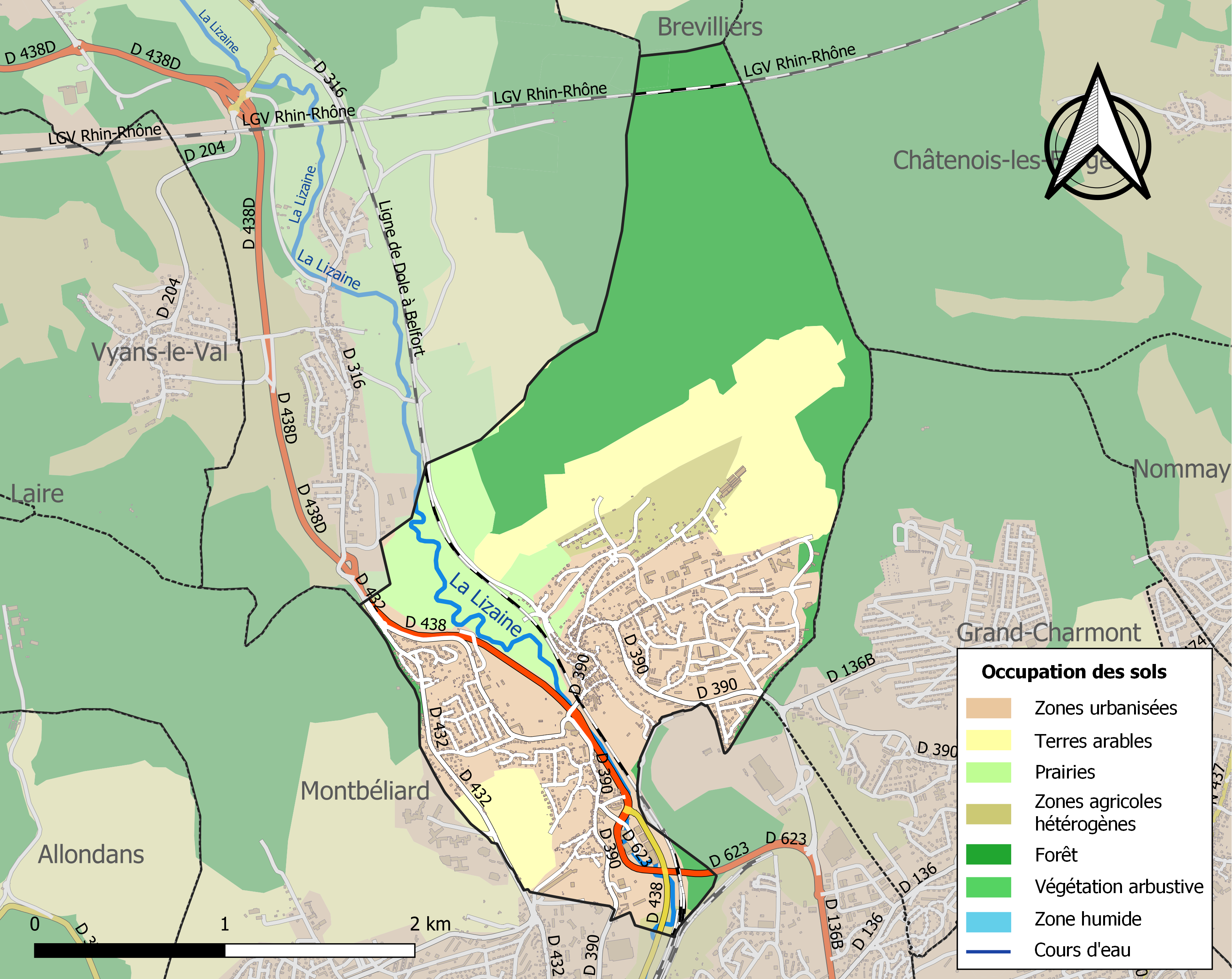

## Demografie
Onderstaande figuur toont het verloop van het inwonertal (bron: INSEE-tellingen).